# Chaos Strikes Back
Chaos Strikes Back (celým názvem Dungeon Master: Chaos Strikes Back – Expansion Set #1) je datadisk a sequel RPG videohry Dungeon Master. Vyšel v roce 1989 pro Atari ST a Amigu, později i pro jiné platformy (PC-98, FM Towns, Sharp X68000). Ačkoliv jde oficiálně o datadisk, původní hru nevyžadoval a svou rozsáhlostí se přibližoval plnodnotnému titulu. Obtížnost je zde mnohem vyšší, dokonce jedna z nejvyšších v rámci žánru.

## Popis
Ovládání se prakticky nezměnilo, souboje probíhají v reálném čase (real time), pro kouzlení je nutno sestavovat magických formule z jednotlivých run. Na rozdíl od lineárního děje v původní hře datadisk nabízí možnost volby cesty. Cílem hry je nalézt 4 kusy magického materiálu zvaného corbum, z něho Lord Chaos (který se vrátil) čerpá svou sílu. Ke každému kusu corbumu se hráč dostane jinou cestou. Každá z nich se váže k jednomu ze čtyř povolání ve hře: bojovník (fighter), mág (wizard), kněz (priest) a nindža (ninja).
Jednotlivých pater (levelů) je v podzemí celkem deset.
Do datadisku lze importovat i plně vycvičené postavy z Dungeon Mastera nebo je možné si vybrat nové hrdiny ze Síně šampionů. Tito jsou již částečně vycvičeni a disponují solidní výbavou.